# 下条信氏
下条 信氏（しもじょう のぶうじ）は、戦国時代から安土桃山時代にかけての武将。下条は下條とも書く。信濃小笠原氏、のち甲斐武田氏の家臣であり、武田晴信（信玄）の義兄弟、信濃吉岡城主である。兵庫助、伊豆守。正室は武田信虎の娘とされているが、『下条記』によると重臣糟屋氏の娘だったともしている。子は信正、頼安。

## 略歴

### 出自
下条氏は甲斐国巨摩郡下条（韮崎市下条西割）から興った武田氏の庶流とも言われているが、室町時代中期に小笠原氏から養子が入り、信濃国伊那郡伊賀良荘へ入国したとされる。
信濃国守護の係累である鈴岡小笠原信定に仕え、天文年間に本格化した武田氏の信濃侵攻においても反武田勢に加わっている。
天文（1533年）以降になると小笠原氏は家中の内紛により勢力が弱まり、応仁の乱に乗じて占領していた美濃国恵那郡から撤退すると、父の下条時氏が恵那郡の落合村と湯舟澤村を占領した。
天文23年（1554年）8月の鈴岡城攻略前後に父・時氏と共に武田方に服従し、遠山氏の領地であった美濃国恵那郡上村（岐阜県恵那市上矢作町）を与えられた他に伊那郡知久平（飯田市）を同年12月に知行として与えられている。弘治元年（1555年）、時氏の死去により家督を継承する。

### 武田氏配下として
信氏は秋山虎繁（信友）配下となり、『甲陽軍鑑』では信濃先方衆に含まれている。武田晴信（信玄）からは重用され、その妹を正室に与えられる。晴信の「信」を与えられて信氏と改名し（「武田氏系図」）、『下条記』では信氏ら下伊那衆は山県昌景の相備衆（与力）に任じられた。
武田氏の信濃先方衆として、弘治3年（1557年）の三河武節城攻め、永禄4年（1561年）の川中島の戦いに参戦している。永禄6年（1563年）には今川氏真の依頼を受けた信玄の命により信濃三河国境で松平元康と接触している。天正3年（1575年）4月に武田勝頼が徳川領国の三河に侵攻し足助城を攻略した後は、足助城在番を命じられている。その為8月に起こった長篠の戦いには参戦せず、敗戦の報に接し信濃に撤退している。敗戦直後の武田勝頼による伊那郡防衛に関する指示では浪合口（阿智村）と新野口（阿南町）の防衛を担当し、亡命してきた山家三方衆らを与力とした。

### 甲州征伐
天正10年（1582年）2月、織田信長による甲州征伐が始まると、子息の信正とともに滝沢要害（長野県下伊那郡平谷村）において織田勢を迎撃した。『信長公記』『甲乱記』によれば織田氏に降伏した一族・家臣の下条氏長（九兵衛尉）、熊谷玄蕃、原民部らの謀反により退去したという。信氏は信正とともに三河国黒瀬（愛知県新城市）に潜伏する。同年3月22日には信正が死去し、信氏も遠江国宮脇（静岡県掛川市）に移るが、6月25日に同所で死去した。享年54。
天正壬午の乱において、徳川家康の後援を受けた信氏の次男・頼安（兵庫助）と信正の子・牛千代（康長）が、毛利長秀が撤退した後の飯田城に入った氏長を暗殺して下条氏を継承した。

## 系譜
信正の子、康長（幼名牛千代）は徳川家康に仕えたが、第二次上田合戦に出奔した。
信正の曾孫、氏定(吉岡三郎兵衛)は小倉藩の小笠原氏に仕えた。
(下条信正 - 下条頼安 - 下条康氏 - 下条氏定)

## 小説
- 伊東潤『要らぬ駒』（『戦国鬼譚　惨』収録の短編）